# Казакова, Мария Вячеславовна
Мари́я Вячесла́вовна Казако́ва (2 июля 1988, Москва) — российская каноистка, выступает за сборную России с 2009 года. Двукратная чемпионка Европы, серебряная и бронзовая призёрша чемпионатов мира, многократная победительница национальных и молодёжных регат. На соревнованиях представляет МГФСО, мастер спорта международного класса.

## Биография
Мария Казакова родилась 2 июля 1988 года в Москве. В детстве увлекалась единоборствами, в том числе дзюдо, тхэквондо, каратэ, однако в конечном счёте сделала выбор в пользу гребли на каноэ. Активно заниматься начала в возрасте тринадцати лет, проходила подготовку на гребном канале «Крылатское» под руководством тренеров Ольги Мизоновой и Владимира Марченко. Поскольку женское каноэ в то время не развивалось и не имело перспектив, в 2007 году прервала спортивную карьеру: работала продавцом-консультантом в туристическом магазине, потом была парикмахером.
Когда в 2009 году женское каноэ включили в программу чемпионатов мира, Казакова вернулась в сборную и успешно выступила на мировом первенстве в канадском Дартмуте, в частности, завоевала бронзовую медаль среди одиночек на дистанции 500 метром. Год спустя побывала на чемпионате мира в польской Познани, откуда привезла награды бронзового и серебряного достоинства, выигранные в одиночках на двухсотметровой дистанции и в двойках на полукилометровой (в паре Екатериной Петровой) соответственно. Ещё через год взяла серебро на первенстве мира в венгерском Сегеде и золото на первенстве Европы в сербском Белграде — обе медали в зачёте одноместных каноэ в гонках на 200 метров.
В 2013 году на чемпионате Европы в португальском городе Монтемор-у-Велью Казакова вновь стала чемпионкой, одолев всех соперниц в своей любимой спринтерской дисциплине С-1 200 м. Сезон 2014 года тоже проводит на высочайшем уровне, попала в число призёров на этапах Кубка мира